# Ito Sukeyuki
Ito Sukeyuki (japonês: 伊东) (20 de maio de 1843–16 de janeiro de 1914) foi um Almirante japonês vencedor da Batalha do Rio Yalu.

## História
Ito nasceu em Kagoshima sendo filho de um samurai. Ele estudou engenharia naval e artilharia naval no Centro de Treinamento Naval de Kobe. Após a Restauração Meiji Ito tornou-se tenente servindo na corveta Nisshin. Em 1882, é promovido à capitão. Em 1885, assumiu o comando do Arsenal Naval de Yokosuka. Em 15 de junho de 1886, tornou-se contra-almirante e em 12 de dezembro de 1892, tornou-se vice-almirante. Em 20 de maio de 1893, assumiu o comando-geral da frota japonesa. Durante a Primeira Guerra Sino-Japonesa comandou a frota japonesa na Batalha do Rio Yalu derrotando a frota chinesa. Em 28 de dezembro de 1828, foi promovido à Almirante.
Durante a Guerra Russo-Japonesa , ele continuou a servir como chefe do Estado-Maior General da Marinha. Depois da guerra, ele se tornou Almirante da Frota em 31 de janeiro de 1905, e seu título de nobreza foi ascendido à de Hakushaku (Conde) em 1907. Ao mesmo tempo, ele foi condecorado com a Ordem do Kite de Ouro (1 ª classe) e o Grande Cordão do Supremo Ordem do Crisântemo. Ito faleceu em 1914.